# Colonia (Yap)
Colonia es la capital administrativa del Estado de Yap, uno de los que integran los Estados Federados de Micronesia. Administra además unos 130 atolones ubicados hacia el este y el sur en una distancia de 800 km.
Colonia no debe ser confundido con Kolonia, capital de Pohnpei.
Su población en 2003 era de 6300 habitantes distribuidos en Colonia y en otros diez municipios.

## Infraestructura
El Aeropuerto Internacional de Yap se ubica en el sudoeste de la ciudad. Colonia cuenta además con una oficina de Turismo, un banco, una farmacia, varios hoteles, restaurantes y un puerto. El único hospital del Estado de Yap se ubica en el norte de la ciudad.

## Cultura y lugares de interés

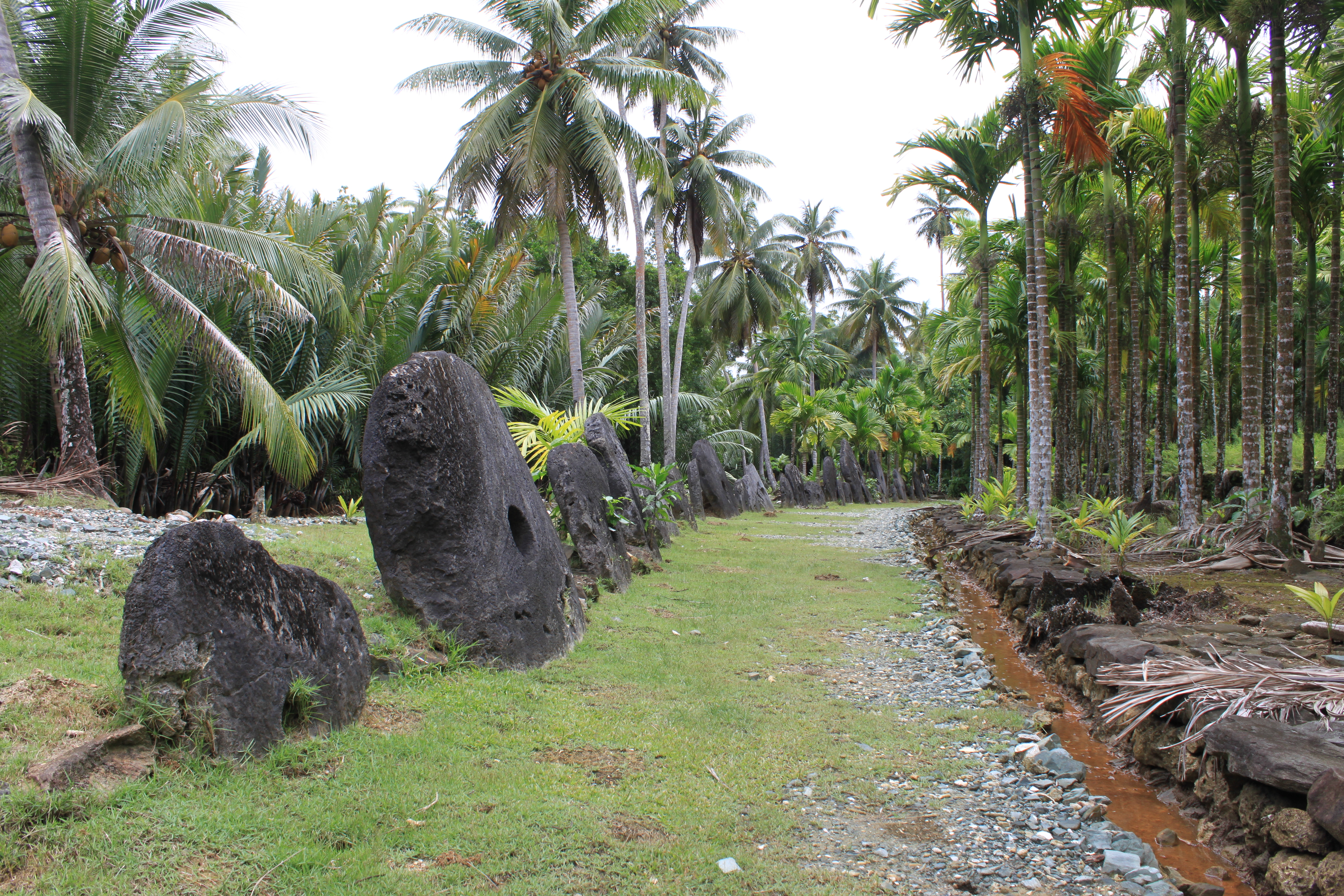
Malal (stone money bank) en Yap

La isla de Yap es conocida por su anterior moneda, las Piedras rai. Se trata de grandes discos circulares de piedra caliza con un gran agujero en medio. Yap, sin embargo, no cuenta con yacimientos de caliza. Los habitantes de Yap extrajeron las rocas de caliza en varias canteras de las islas de Palaos y pagaron con cocos y copra. En el sur de Colonia se ubica un malal (stone money bank), un camino al lado de que se encuentran emplazadas piedras rai de varios tamaños.
El Parlamento Yap State Parliament se edificó sobre el fuerte español de Yap 1887, situado en una península en el este del centro de Colonia. 
Las Torres alemanas (German Towers) construidas en 1910 aproximadamente se ubican al lado de la Escuela Superior Yap High School en el barrio de Rull en el sur de la ciudad. Se trata de tres torres de telecomunicación construidas durante el dominio alemán. Cada una de las torres que forman un triángulo mide 6 metros de alto. Además se puede visitar el German dock, los restos de un dique construido por los alemanes.
El museo Yap Living History Museum, fundado en 2005, se compone de varios edificios de madera construidos en el estilo tradicional. El parque Sunset Park es conocido por su vista panorámica. El parque World War II Public Memorial Park abriga varios monumentos y placas conmemorativas de la guerra. 
Varias familias de Yap siguen construyendo piraguas a la antigua usanza conforme a la tradición ancestral. En la Yap Traditional Navigation Society en Colonia se puede observar la construcción artesanal de piraguas de un tronco.